# Custombike

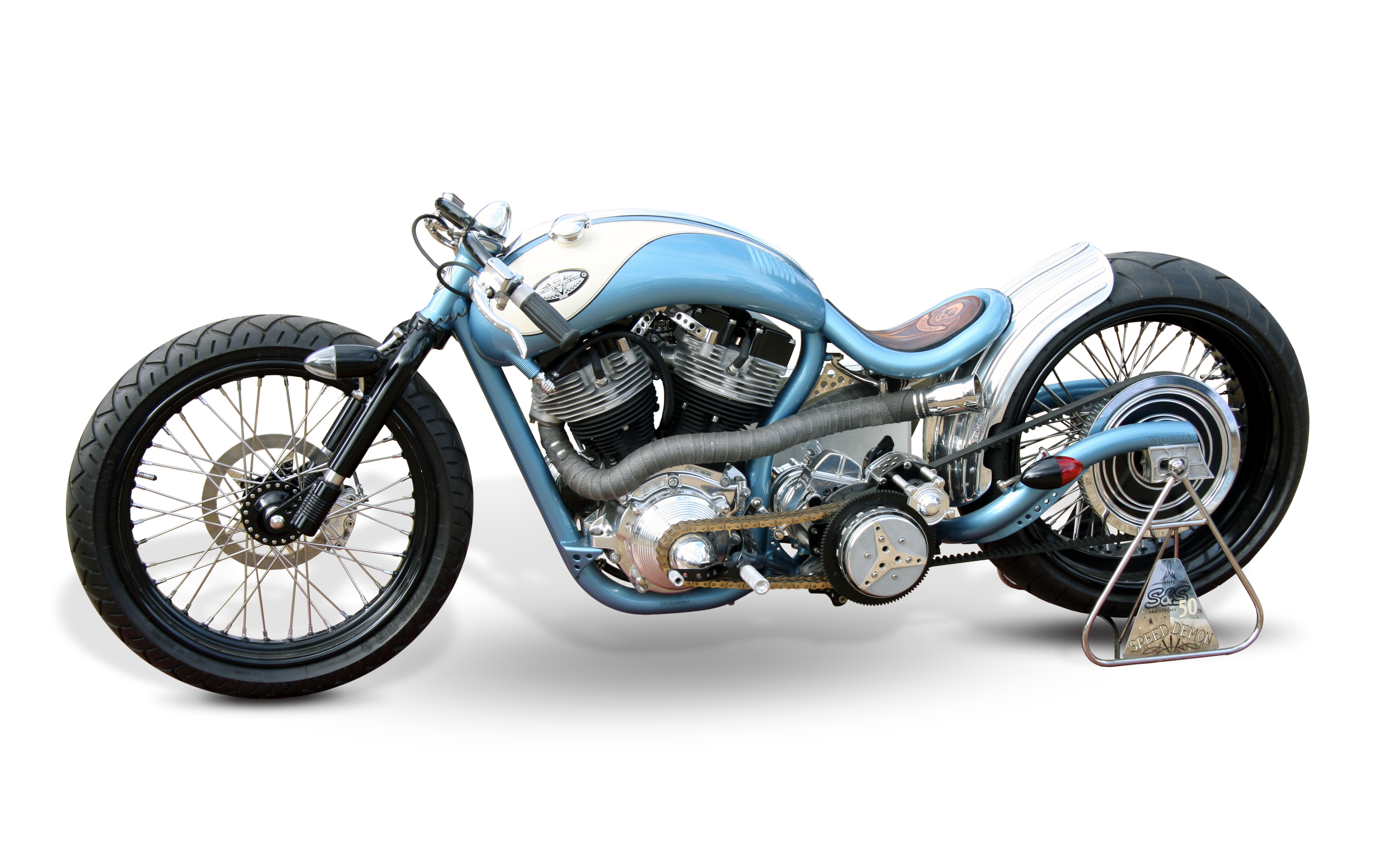
Extrem-Umbau: Promotionbike SpeedDemon (2008)

Custombike (ˈkʌstəm baɪk, engl. custom: maßgeschneidert, anpassen, bike: Abk. für Motorrad) ist der Oberbegriff für speziell nach den Wünschen und Vorstellungen des Besitzers auf- oder umgebaute Motorräder. Begriffe wie „Custom Motorcycle“ sind im Englischen ebenfalls gebräuchlich. Eine genauere Definition dieses Begriffs ist schwierig, da sich unter diesem Lemma mehrere Untergruppen verschiedener Arten von Umbauten sammeln, zwischen denen die Grenzen sehr unscharf, teilweise sogar fließend sind.

## Allgemeines

### Begriffsbeschreibung
Die Bezeichnung Custombike, verwendet man für Motorräder, die durch erhebliche Veränderungen/Umbauten von Serienmodellen abweichen. Dazu zählen meist größere strukturelle Arbeiten (Tankverlängerungen, individueller Rahmen, Schwingenumbauten für Breitreifen, …) und individuelle Lackierungen, die häufig mittels Airbrush entstehen.
Bei kleineren Veränderungen wie dem Wechsel von Lenker, Auspuff oder Spiegeln wird in der Regel noch nicht von „customizing“ gesprochen.
Hersteller wie Harley-Davidson bezeichnen einige Modelle als „Custom“, wenn sie bereits ab Werk gewisse Änderungen zur herkömmlichen Serie aufweisen und in begrenzter Stückzahl („limited Edition“) verkauft werden. Für Marken, deren Modelle oft als Grundlage für Custombikes verwendet werden, gibt es ein großes Segment an Aftermarket-Produkten, die sich von einzelnen Zusatz-Komponenten bis zu kompletten Zustrom-Kits präsentieren.

### Unterteilung
Eine grobe Typisierung (ohne den Anspruch auf Vollständigkeit und Erwähnung aller möglichen Untergruppen) wäre:
Bobber: ursprünglich in den 1930er- bis 1990er-Jahren Bob-Job genannt, ist ein früher Custom-Motorradtyp. Die typische Konstruktion umfasst das Entfernen des vorderen Kotflügels, das Kürzen des hinteren Kotflügels, der „gebobbt“ (wie bei Bobtail) ist, und das Entfernen überschüssiger Karosserieteile sowie aller überflüssigen Teile, um Gewicht zu reduzieren. Oft auch Verwendung sehr groß dimensionierter Bereifung (speziell am Vorderrad).
Café Racer: (auch Caff- oder Cafe-Racer) war ursprünglich ein rennsportlich umgebautes englisches Serienmotorradhauptsächlich der späten 1950er und frühen -60er Jahre. Diese Maschinen standen seinerzeit teilweise im Mittelpunkt einer arbeiterjugendlich dominierten Subkultur. Sie waren funktionalistisch reduziert mit niedrig montierten schmalem Lenker und Einzelsitz, meist mit Höcker, umgebaut oder auch ab Werk so ausgestattet.
Chopper: war ursprünglich in Kalifornien die Bezeichnung für gebrauchte Motorräder (nahezu ausschließlich der Marke Harley-Davidson), die nachträglich extrem modifiziert wurden. Das englische Verb to chop bedeutet „(ab)hacken“. Gerade in dieser Kategorie der Custombikes gibt es eine Vielzahl von Stilrichtungen, wie zum Beispiel Drag Styler, Digger oder Low Rider.
Cutdown: umgebaute Motorroller (normalerweise eine italienische Vespa oder Lambretta), bei dem Teile der Karosserie entfernt oder weggeschnitten wurden. Cutdowns waren während des Mod-Revivals der 1970er und 1980er Jahre bei Skinheads und Scooterboys beliebt. Während die stilbesessene britische Mod-Jugendsubkultur der 1960er Jahre das glamouröse, großstädtische Image ihrer Motorroller schätzte, betrachteten viele Skinheads und Scooterboys ihre Motorräder lediglich als Fortbewegungsmittel.
Drag Bike: diese, straßenzugelassenen Motorräder wurden von allem entbehrlichen Ballast für den innerstädtischen kurzen Sprint (auf gerader Strecke) von einer Ampel zur Nächsten befreit, und oft tiefergelegt. Ergänzt wurde manchmal eine verlängerte Hinterradschwinge und eine Lachgasanlage. Als der Sport einen reglementierten Rahmen bekam, wurde der Begriff für die professionellen Sportgeräte mit übernommen. In der Street Szene füllten die Streetfighter diese Lücke.
Ratbike: Als „Rattenrad“ werden Motorräder mit bewusst oder unbewusst ungepflegtem bis verwahrlostem Aussehen bezeichnet. Zur besonderen Hervorhebung des Ratbikes wird es oftmals so verändert, dass zum Originalmotorrad kaum noch ein Bezug hergestellt werden kann. Lackierungen sind häufig mattschwarz, braun oder in Tarnfarbe, mit Pinsel oder Rolle aufgetragen; oder sind bis auf das rostungeschützt blanke Metall vollkommen entfernt. 
Scrambler: waren eine in den 1950er, 1960er und 1970er Jahren sehr verbreitete Motorrad-Kategorie. Bei den ehemaligen Straßen-Maschinen wurden unter anderem grobstollige Reifen, breitere Lenker, höher gelegte Auspuffanlagen und Schutzbleche verwendet, um die Geländetauglichkeit zu erhöhen. Anders als die ab Werk hochspezialisierten Trial-, Motocross- und Enduro-Bikes, die den eher hybriden Scramblern in den 1970er Jahren nachfolgten, waren diese den Straßenmaschinen konstruktiv sehr nahe und verfügten eher selten über spezielle Motorradrahmen ab Werk.
Streetfighter: dieser Begriff (kurz auch Fighter) wurde ursprünglich für nachträglich umgebaute Superbikes mit heckverkleidetem Höckersitz, sportlicher Fahrerpositionierung, meistens ohne Windschutz verwendet. Streetfighter unterscheiden sich von ihren DIY-Vorläufern, den Cafe Racern, oder serienmäßigen Naked Bikes hauptsächlich dadurch, dass sie optisch besonders aggressiv gestaltet und stark motorisiert sind.

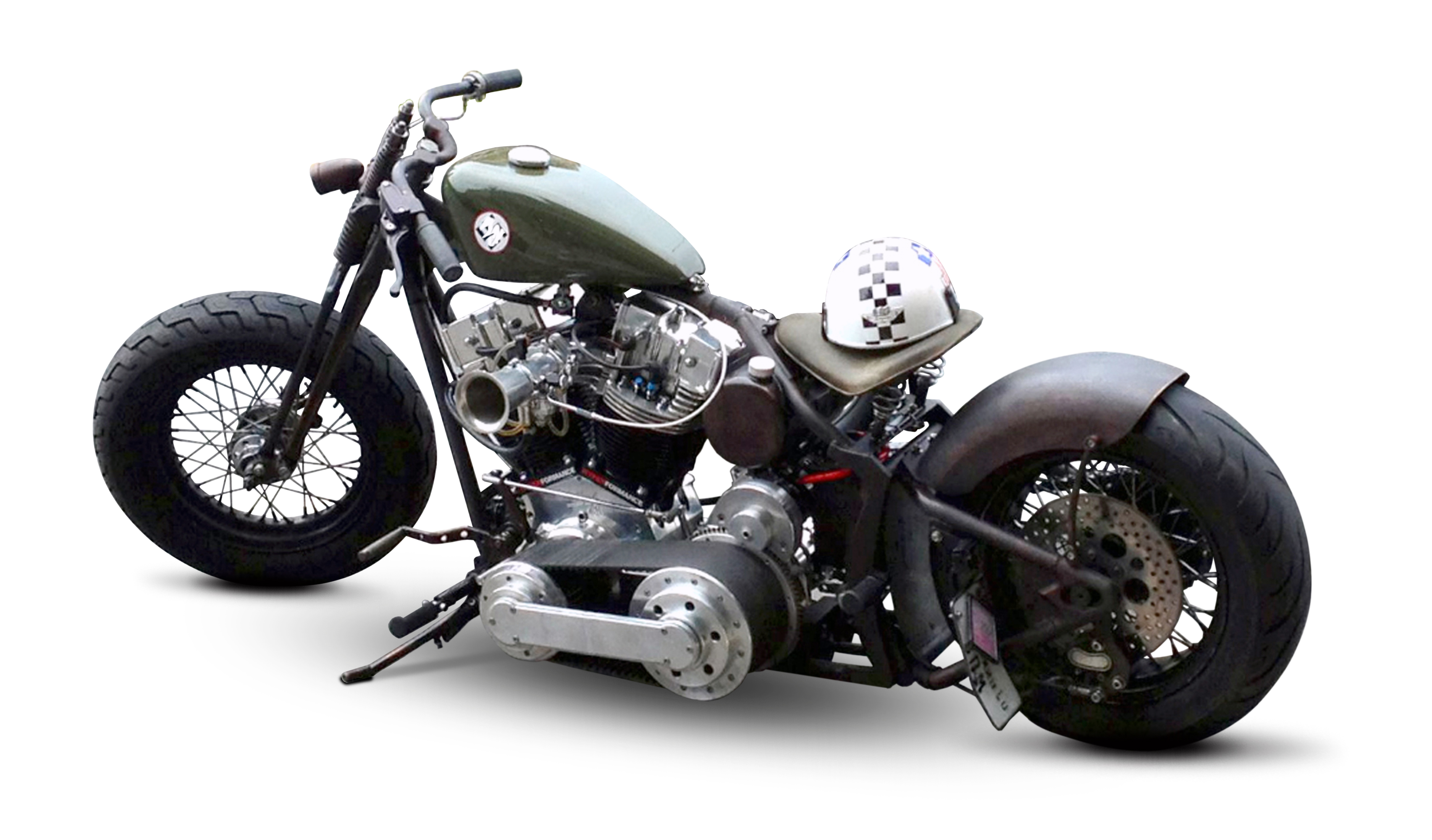
Bobber (Harley Davidson)
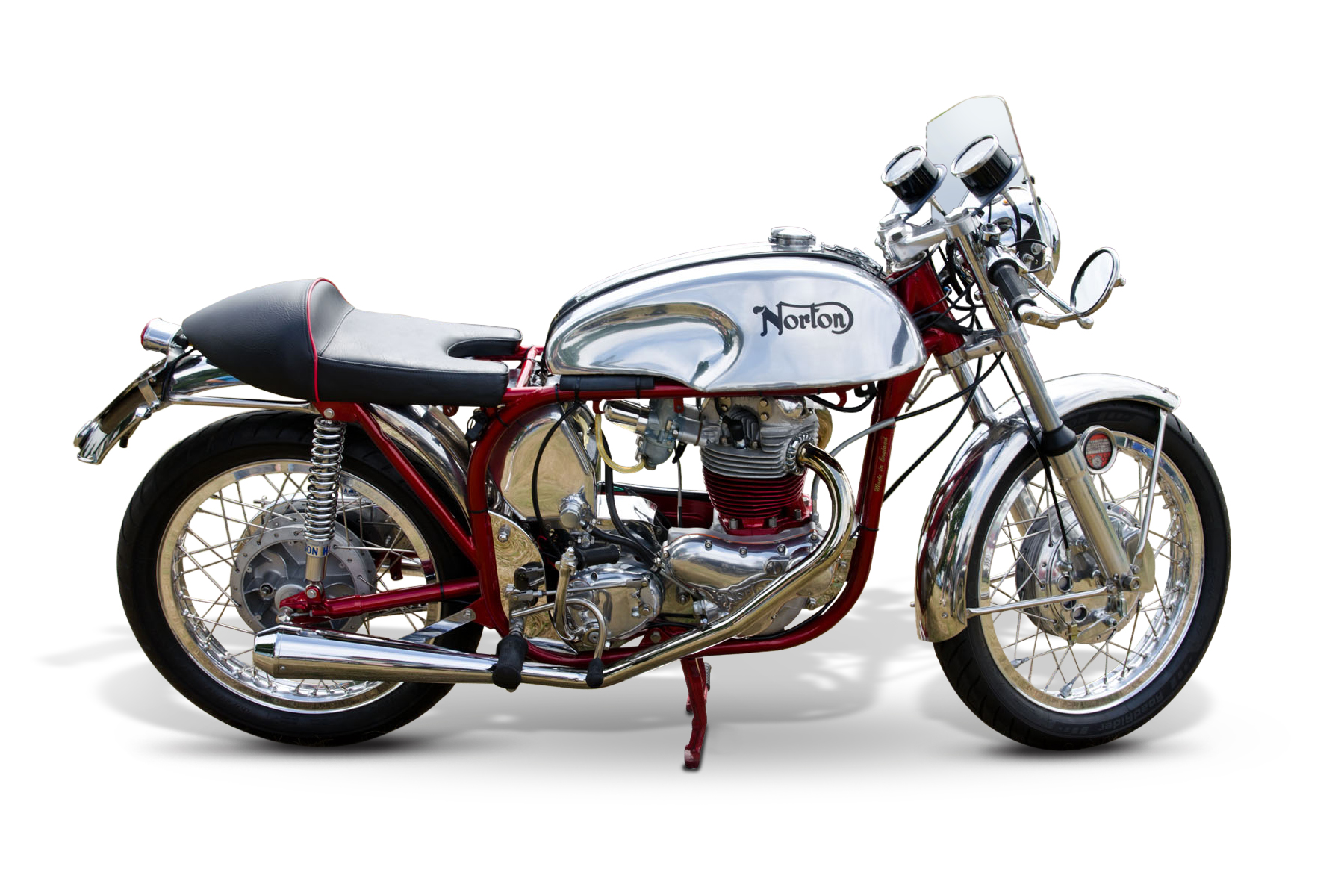
Cafe Racer (Norton)
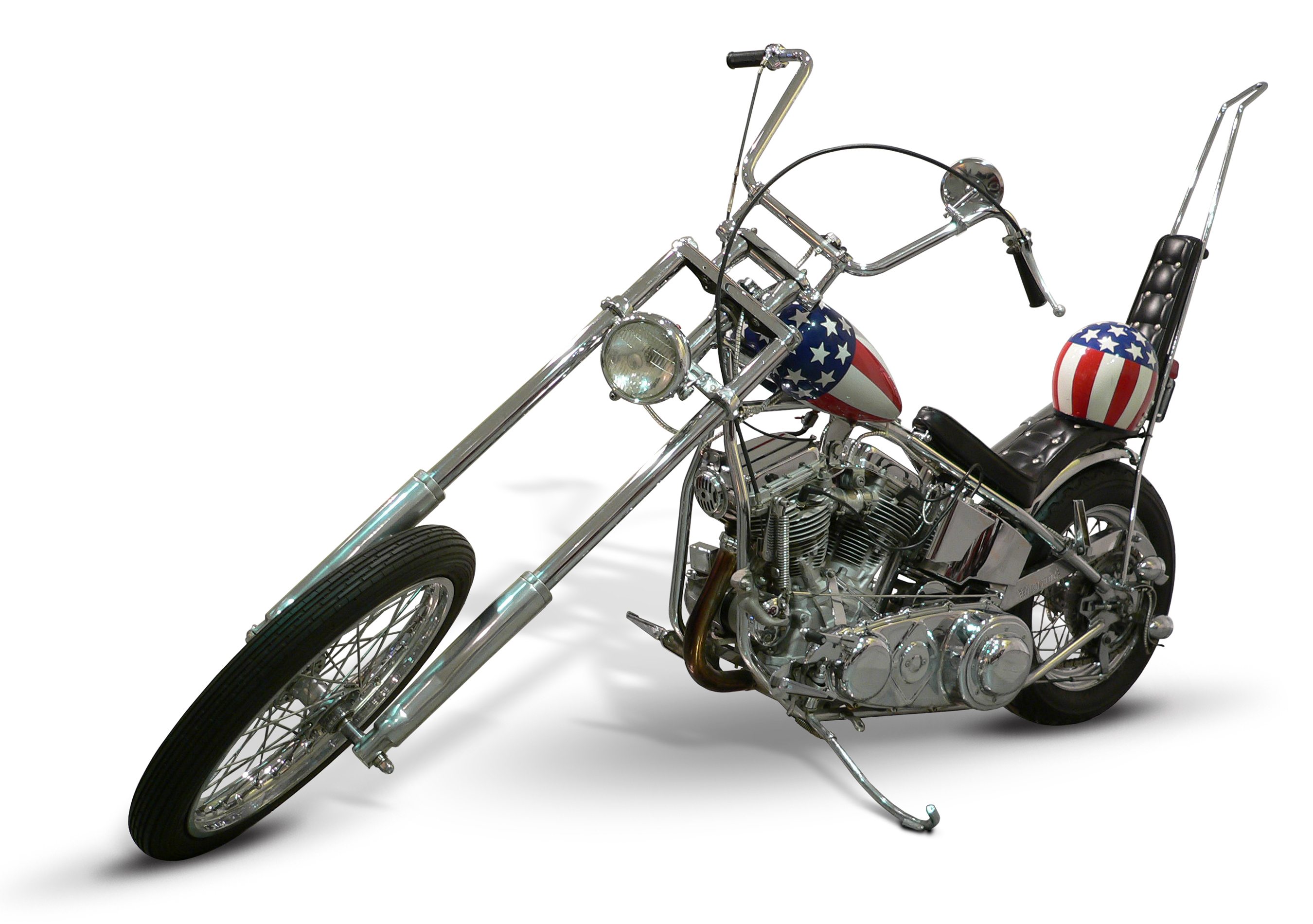
Chopper (Harley Davidson)
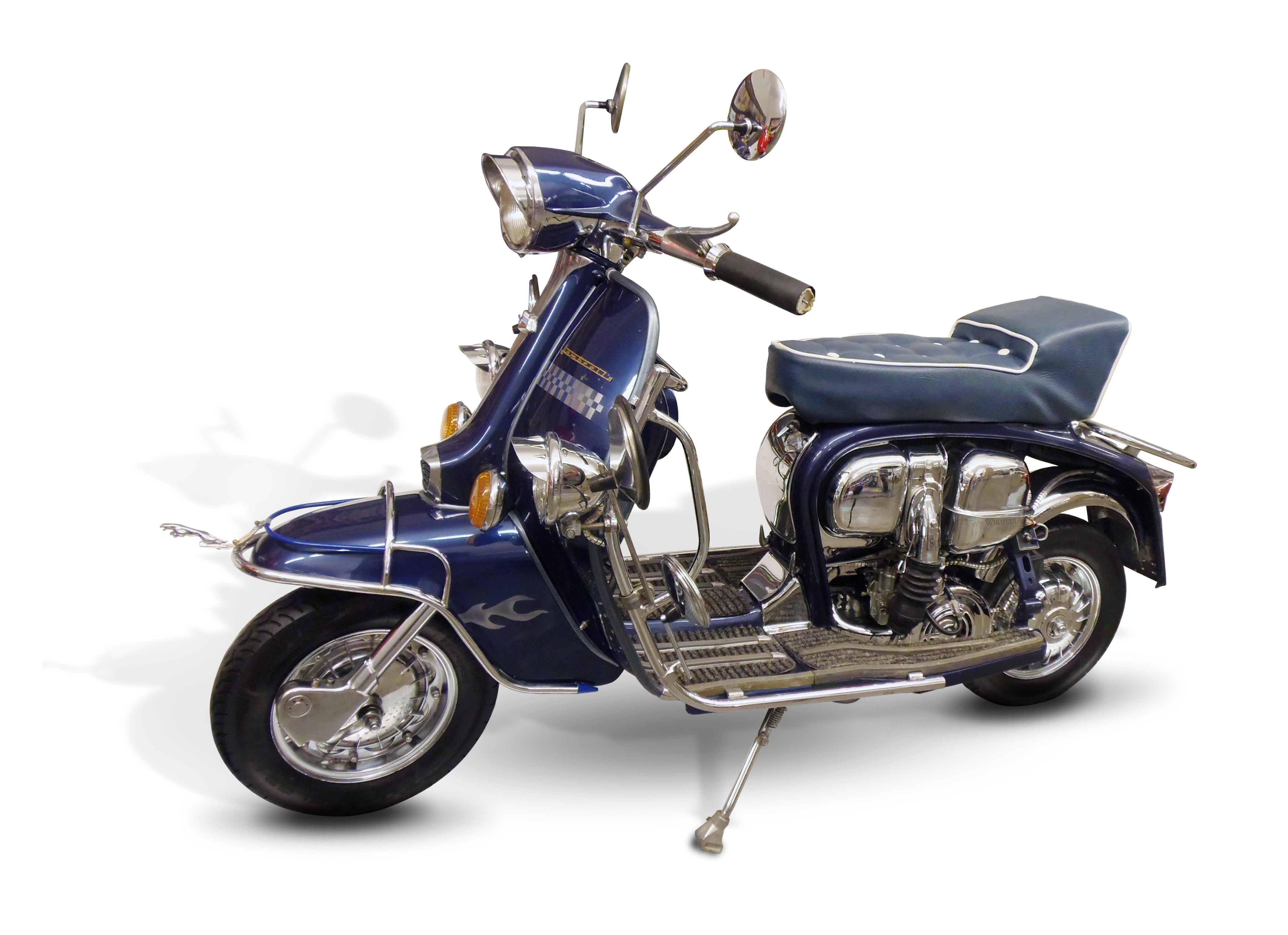
Cutdown (Lambretta)
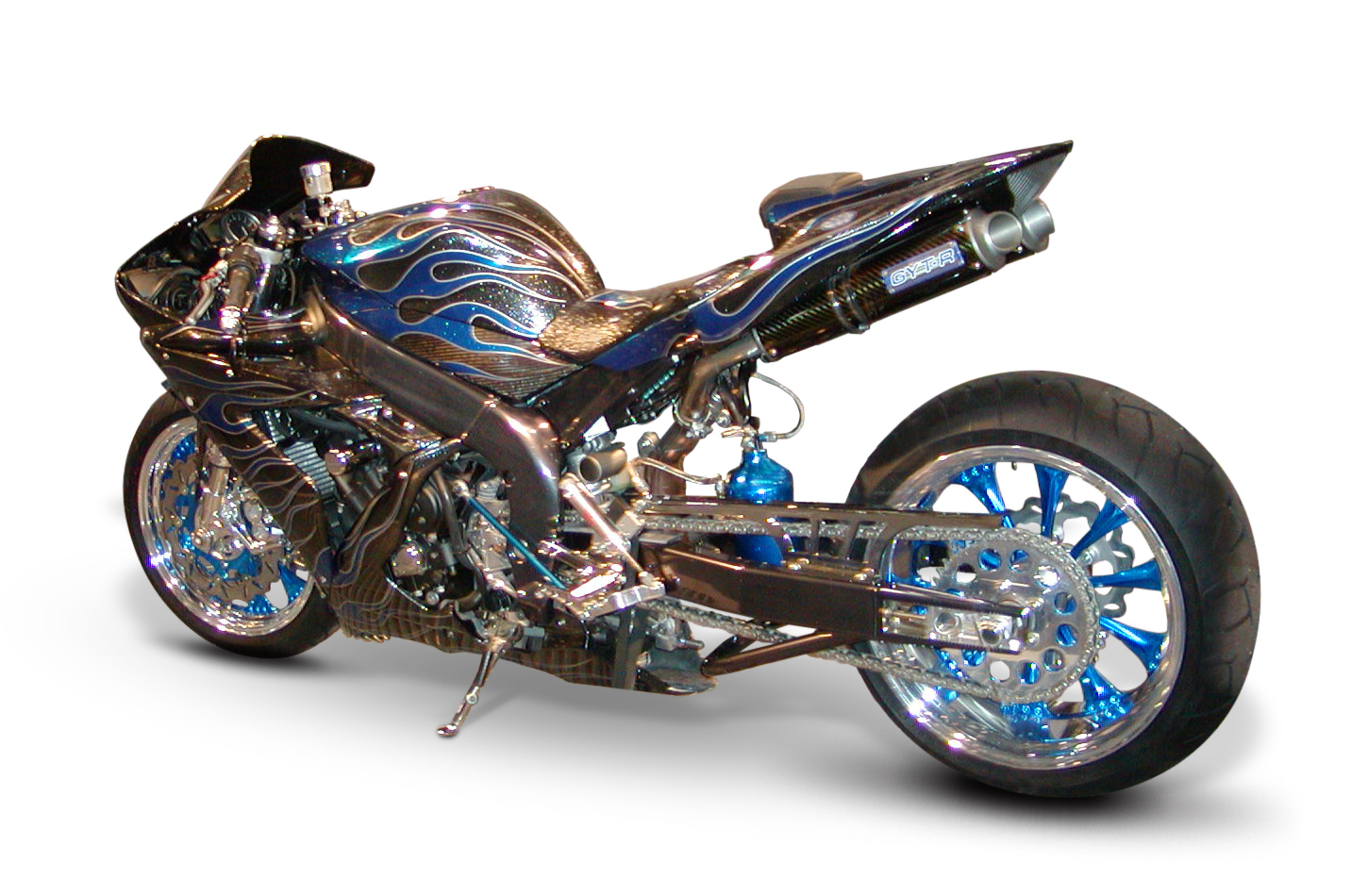
Custom-Dragbike (Yamaha)
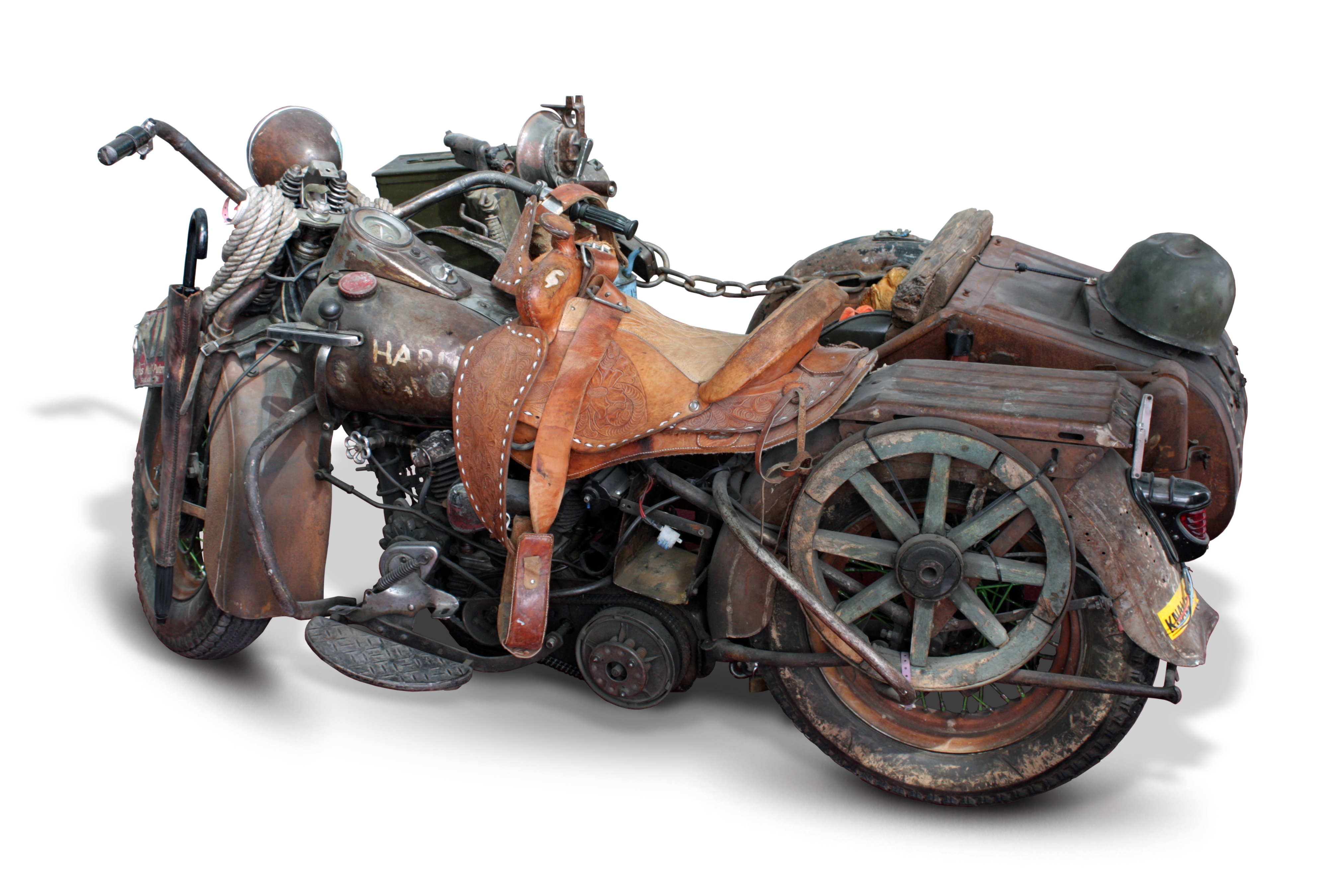
Ratbike (Harley Davidson)
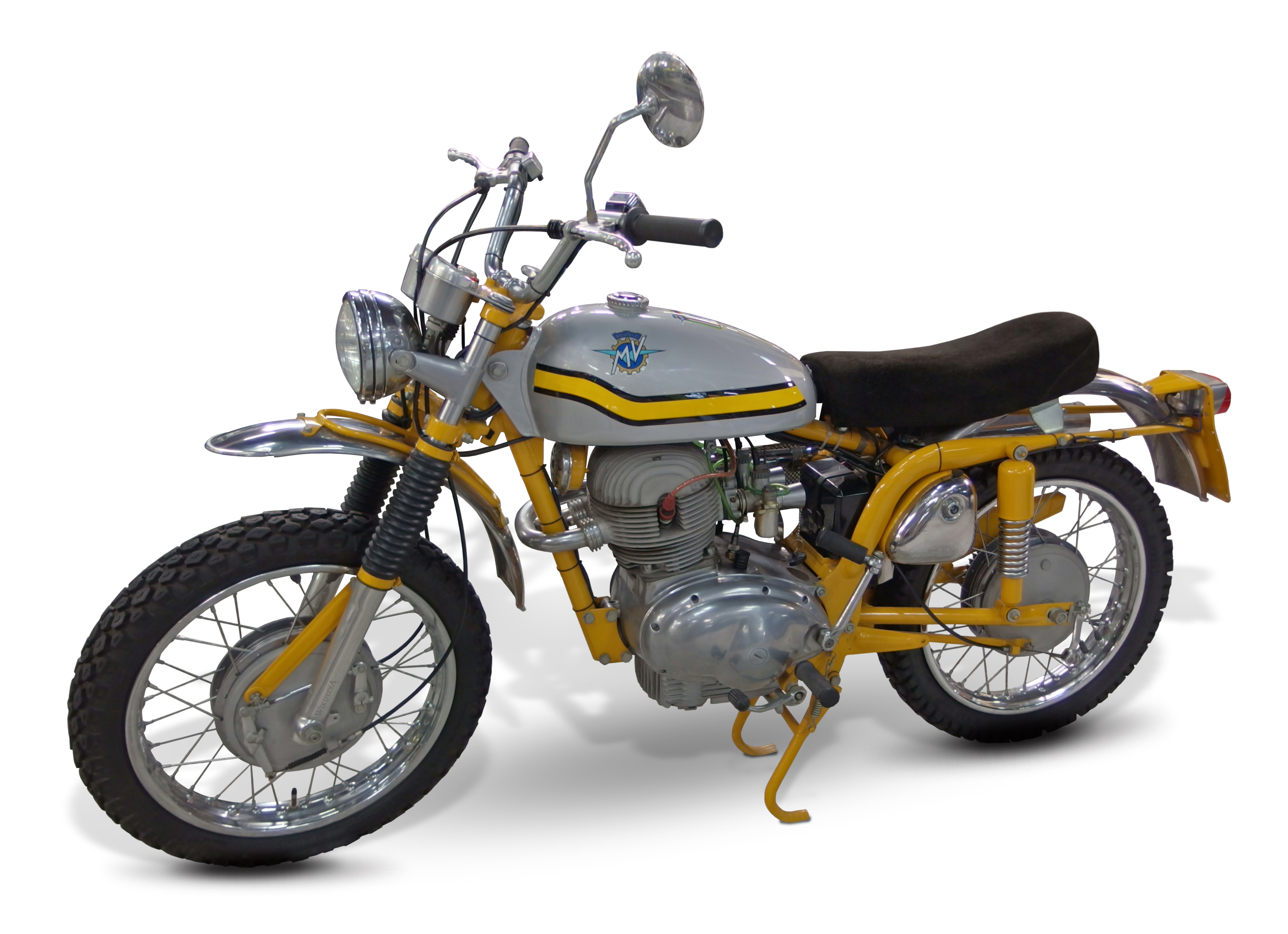
Scrambler (MV Agusta)
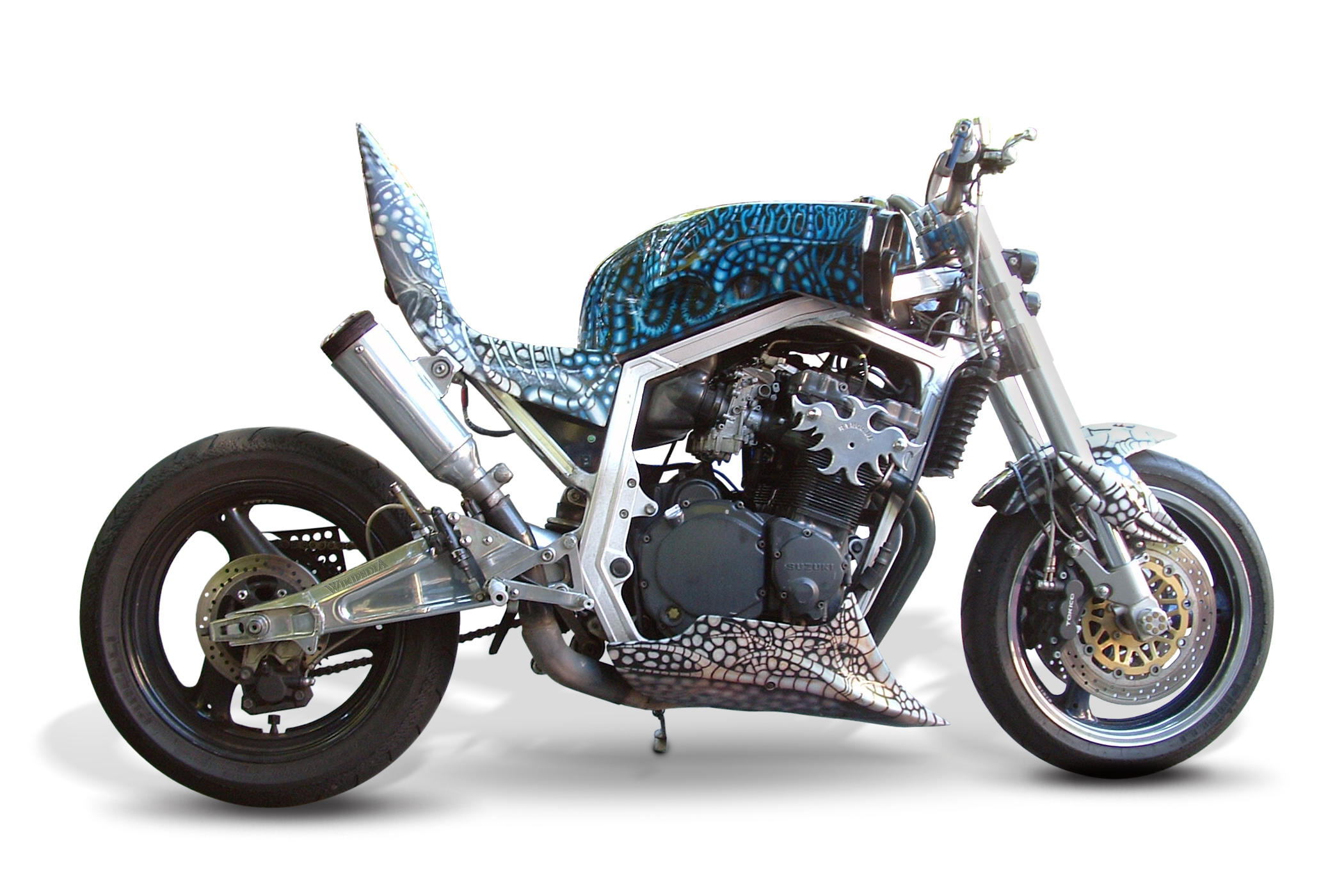
Streetfighter (Suzuki)

## Geschichte
Um 1948 entstanden in Kalifornien die ersten Chopper, bei denen es sich um Serien-Motorräder (meist von der Marke Harley-Davidson) handelte, die von den Besitzern um alle überflüssigen Teile erleichtert wurden. Häufig folgten spezielle Lackierungen, um die Motorräder noch individueller zu gestalten. Mit dem Film Easy Rider von 1969 wurden diese Umbauten weltbekannt.
Anfänglich entstanden diese frühen Custombikes in privaten Garagen, doch mit der steigenden Popularität gab es immer mehr Firmen, die sich auf den Bau dieser Motorräder spezialisierten. Mit der steigenden Verbreitung von Choppern, die nun auch von japanischen Herstellern gebaut wurden, wuchs gleichzeitig auch das Interesse an Custombikes von Jahr zu Jahr.
Durch neue Techniken entwickeln heutige Hersteller ihre Zubehörteile häufig mittels CAD-Programmen am Computer und fräsen Aluminiumteile im CNC-Verfahren. Schutzbleche und Verkleidungsteile, die in der Vergangenheit aus Blechen entstanden, werden heute häufig aus mit Glas- oder Kohlenstofffasern verstärktem Kunststoff gefertigt.

## Themenbikes
Als Themenbike bezeichnet man ein Custombike, welches sich künstlerisch an einem speziellen Thema orientiert. So entstanden z. B. Feuerwehr-Themenbikes, die mittels Riffelblech verziert und optisch einem Feuerwehrfahrzeug nachempfunden wurden. Häufig sind große Firmen oder Prominente aus dem Film-, Sport- oder Musikgeschäft Auftraggeber von Themenbikes.
Bilder einiger Themenbikes von Orange County Choppers:

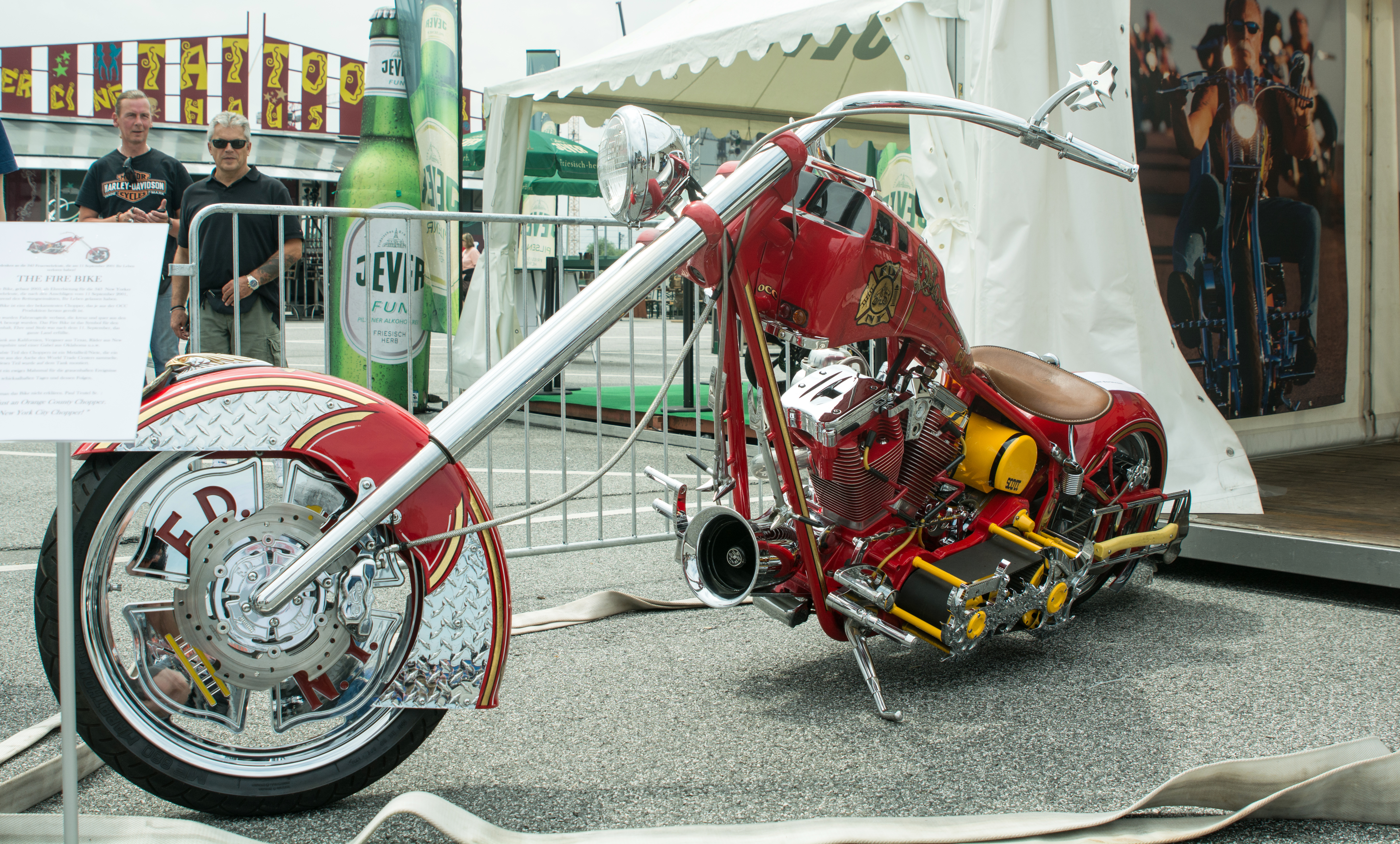
Fire Bike
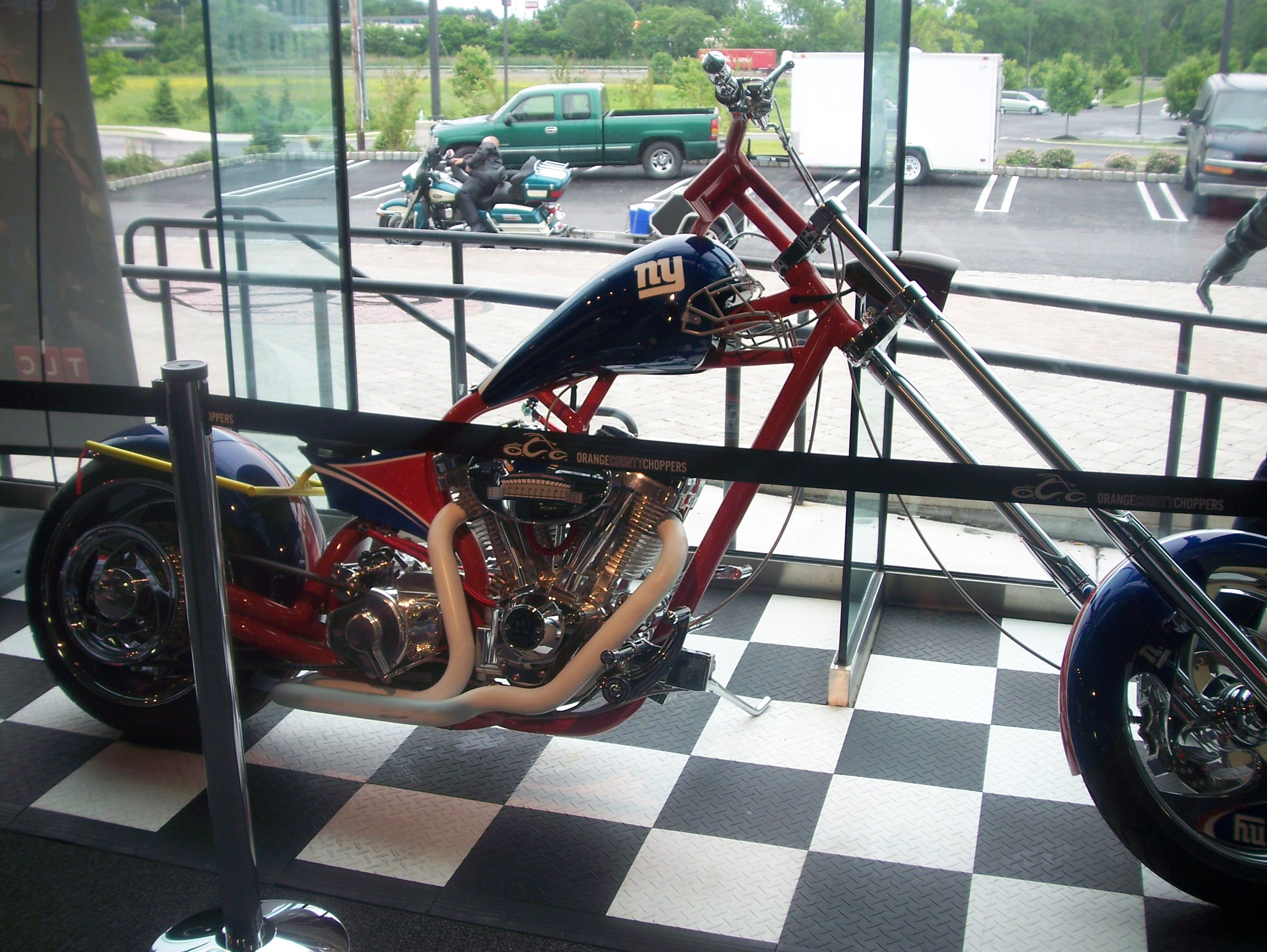
NY Giants Bike
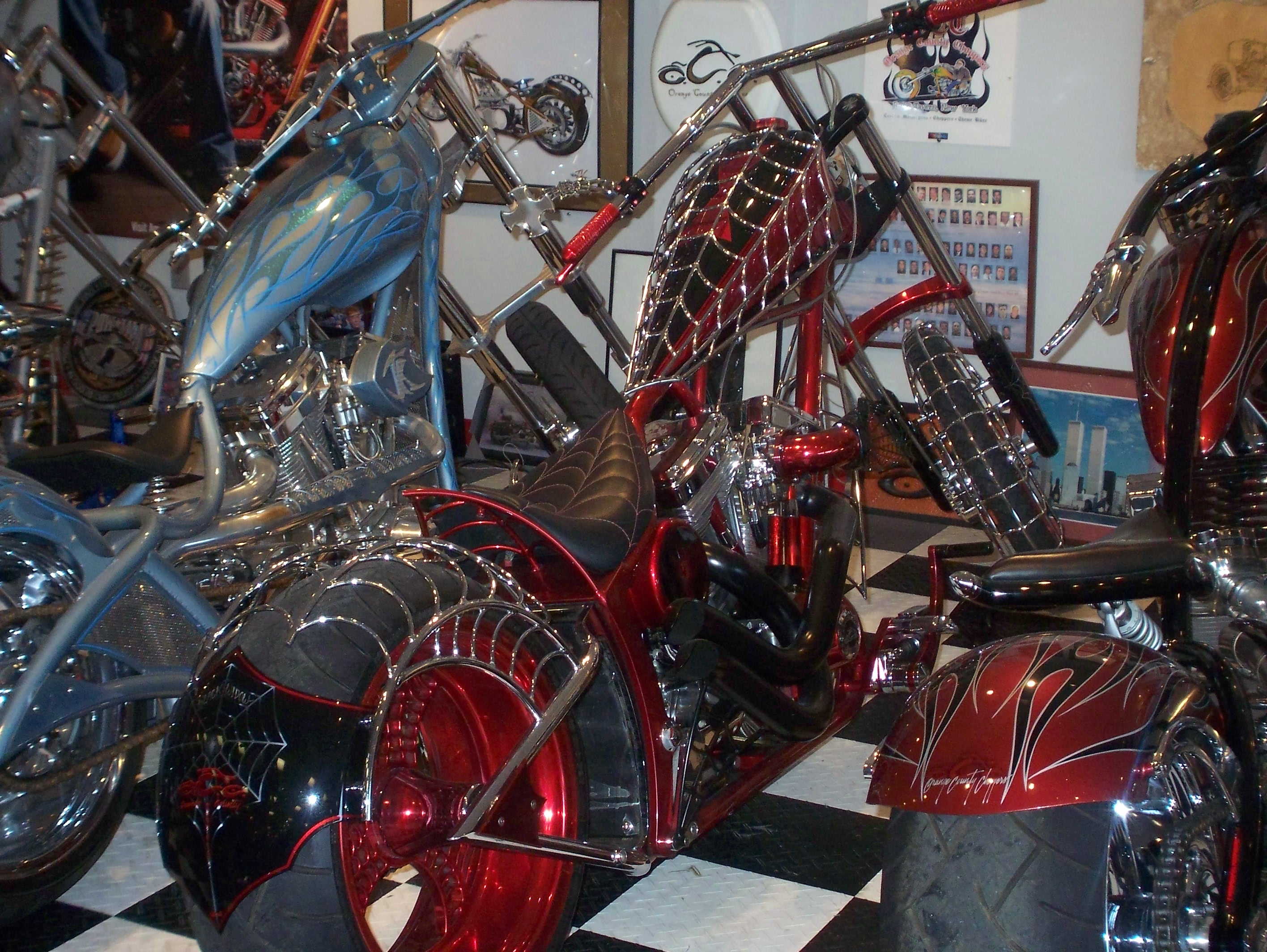
Black Widow Bike
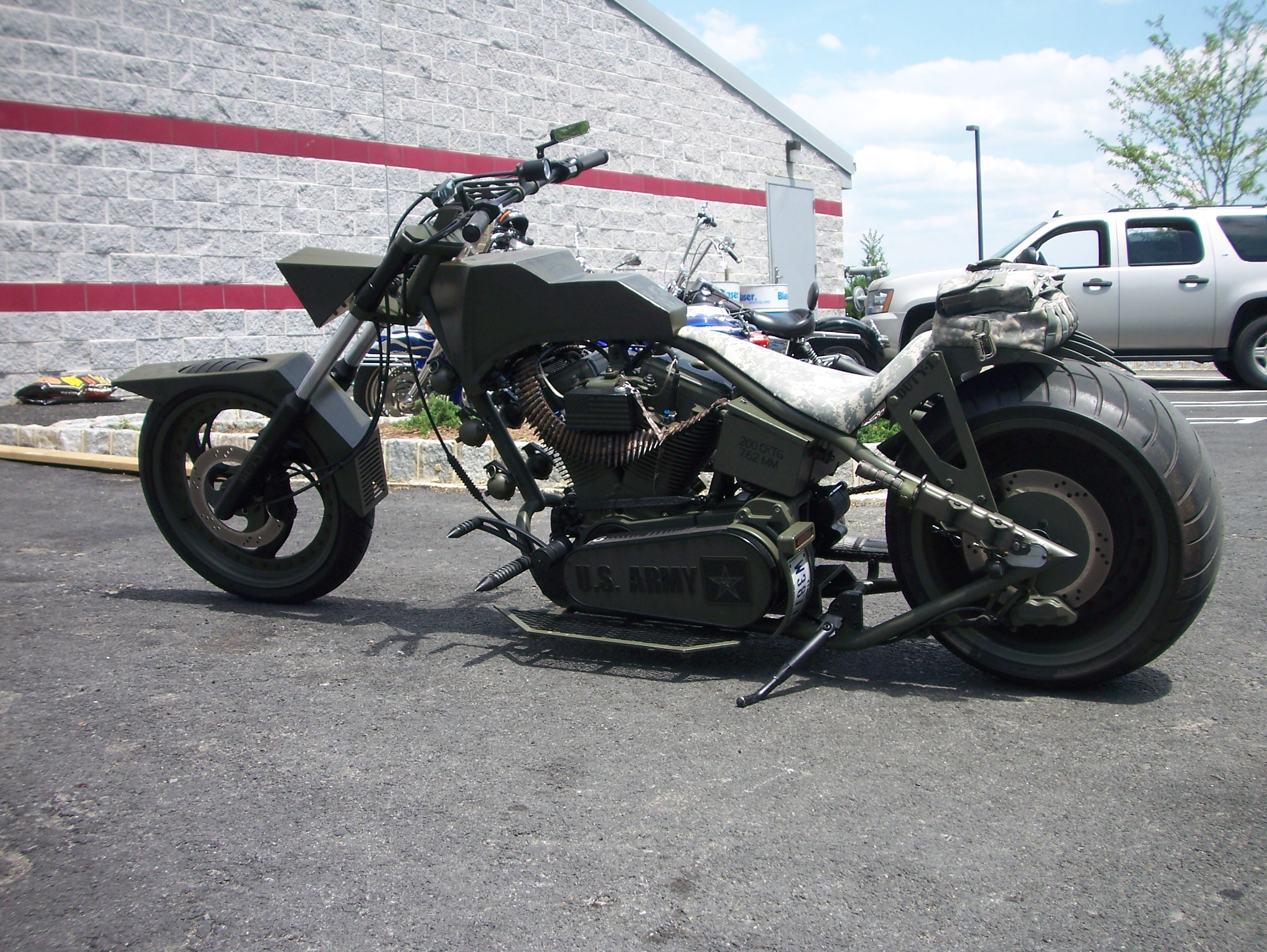
U.S. Army Bike
Jet Bike

## Hersteller

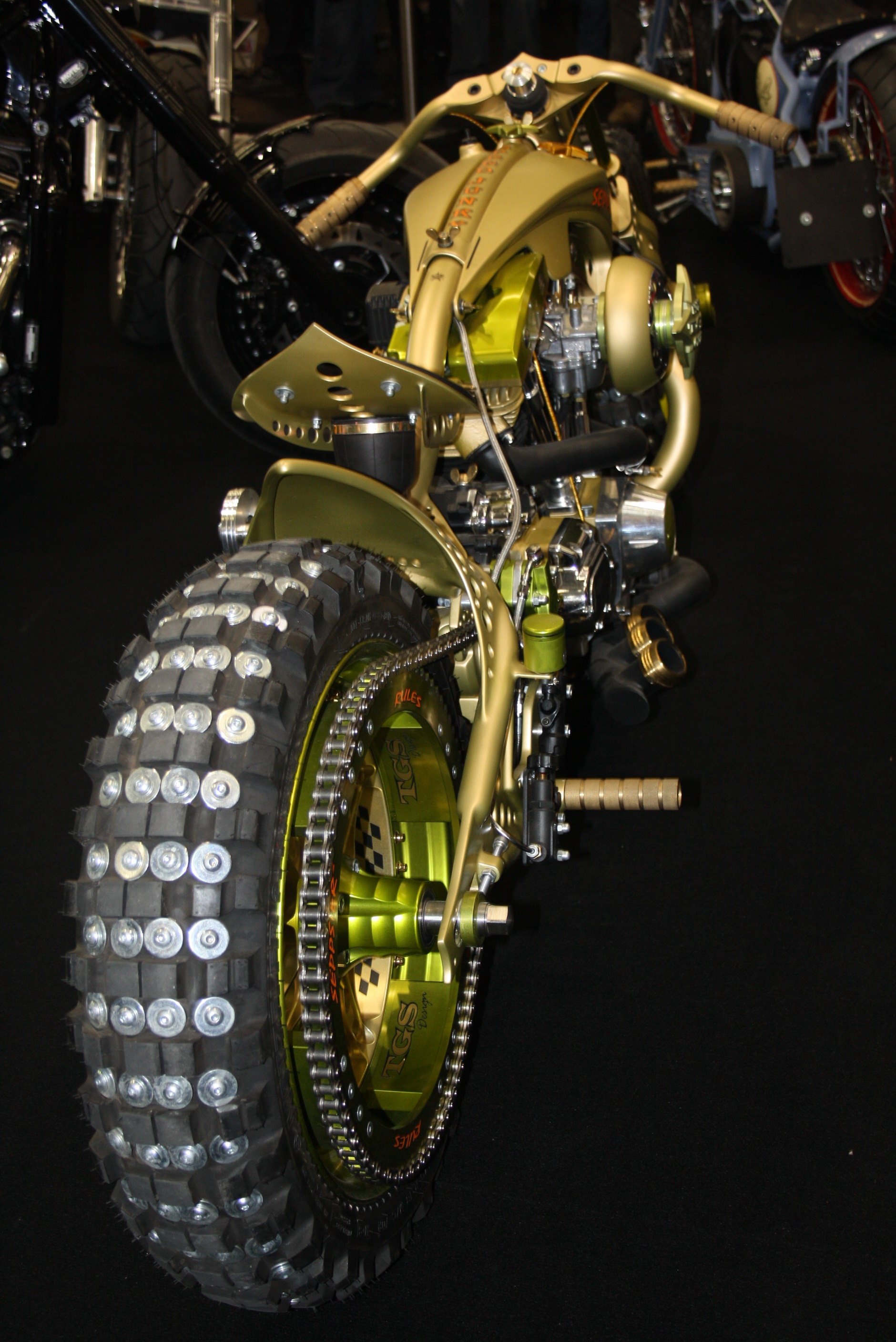
Custombike von TGS auf der IMOT 2009

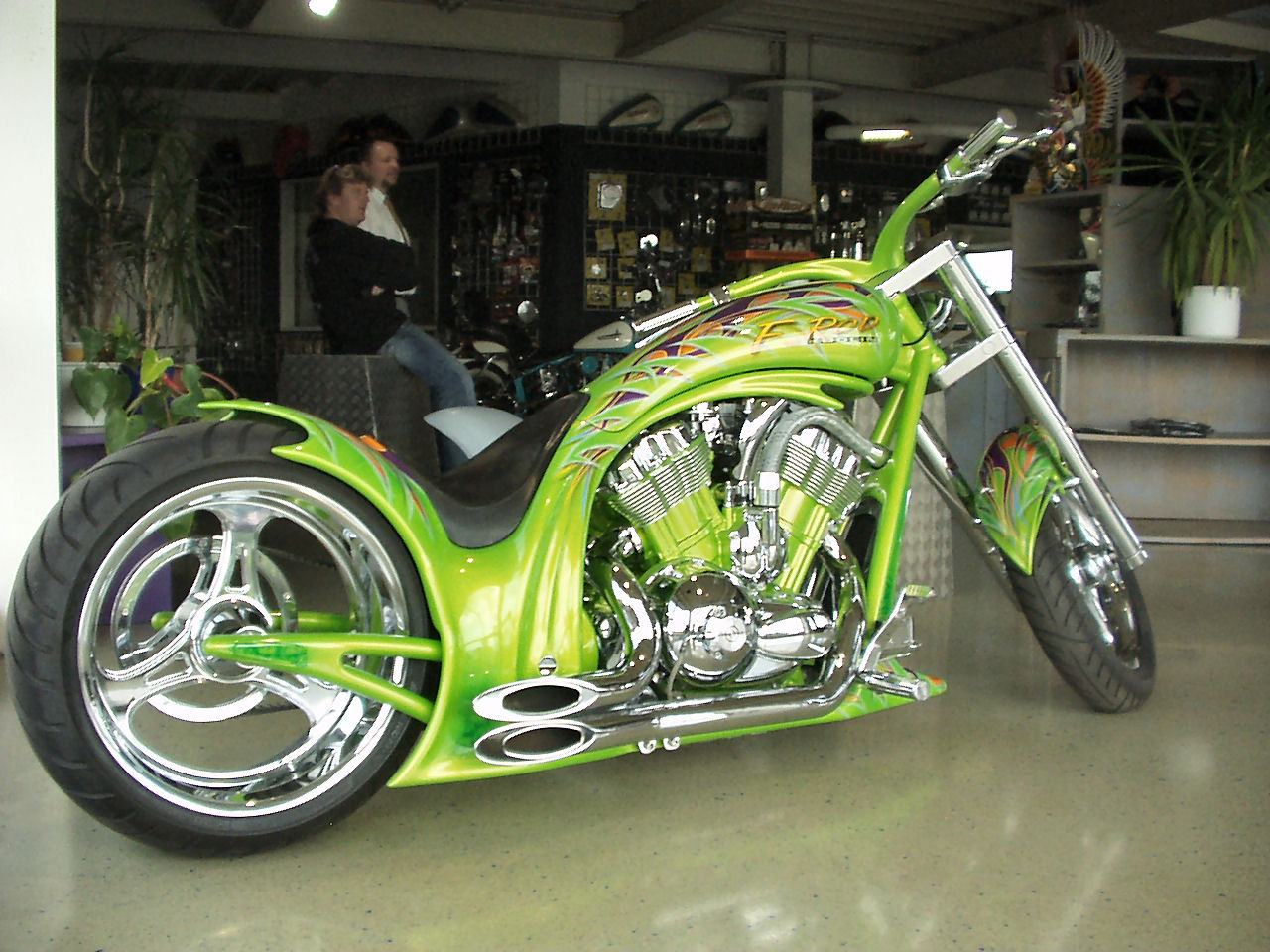
Custombike von Fred Kodlin

Die TV-Serie American Chopper rund um den Custom-Bike-Hersteller Orange County Choppers sorgte dafür, dass diese Motorräder auch in Deutschland populärer wurden. Deutsche Custombikes finden seit einigen Jahren große Anerkennung im Ausland, was unter anderem durch die Vize-Weltmeisterschaft von „Thunderbike“ im Jahre 2006 belegt wurde.
Die international bekanntesten deutschen Hersteller sind:
- Thunderbike
- TGS-Motorcycles
- Habermann Performance
- Fred Kodlin Motorcycles
- Hollister’s MotorCycles
- Henryk Willms Cycles
- Walz Hardcore Cycles

## Rechtliche Bestimmungen
Zahlreiche Umbauteile werden dabei mit ABEs oder Teilegutachten verkauft, falls keine ECE-Homologation verfügbar ist. So können Zubehörteile für das Custombike relativ problemlos verwendet werden. Diverse Veränderungen an Fahrzeugen müssen in Deutschland allerdings über den TÜV abgenommen werden. Durch diese Prüfung wird zum Beispiel dafür Sorge getragen, dass eine Lenkermontage auch die passenden Züge und Leitungen beinhaltet, was sonst zu einem Sicherheitsrisiko führen kann. Einige größere Entwickler von Custombikes sind aus diesem Grund offiziell eingetragene Fahrzeughersteller und kombinieren entweder serienmäßige Motoren, oder Zubehörmarken wie S&S oder RevTech, entsprechend der aktuellen Abgasnorm mit selbst angefertigten Fahrzeugrahmen. 
Mittlerweile gibt es so genannte Kit Bikes, die man sich per Katalog zusammenstellen und aufbauen (lassen) kann. Diese haben meist ein Homologationsgutachten und können damit relativ problemlos für den öffentlichen Straßenverkehr zugelassen werden. Komplette Custombikes werden allerdings in der Regel bereits zulassungsfertig verkauft.

## Veranstaltungen
- Jährlich findet im amerikanischen Sturgis die Weltmeisterschaft im Custombike Bau statt, zu der sich die Hersteller aus aller Welt qualifizieren können.
- In Deutschland gilt die Messe CUSTOMBIKE in Bad Salzuflen als größte Szeneveranstaltung.
- Auch auf zahlreichen (allgemeinen) Motorradveranstaltungen und Messen (z. B. Intermot in Köln)[9] werden Custombike Meisterschaften ausgetragen.

## Fachmagazine in Deutschland
Im deutschsprachigen Raum gibt es zahlreiche spezialisierte Magazine, die sich mit Custombikes befassen. Dazu zählen:
- Custombike
- Easyriders (Schwerpunkt internationale Custombikes)
- Bikers News (eingestellt – Schwerpunkt Clubszene / MCs)
- Dream-Machines (Schwerpunkt Harley)